# Waiting forever
Waiting forever (memories remain) is het twintigste muziekalbum van de Italiaanse muziekgroep Runes Order. Op dit album werd voor het eerst Runes Order als band weergegeven; de drie uitvoerenden staan bij elkaar met afscheiding van de rest. De muziek bleef desalniettemin ongewijzigd, sombere elektronische muziek, met "hol" klinkende vocalen. Het studioalbum is opgenomen gedurende de jaren 1995, 1996 en 1997 in de Odal Studio van Dondo. Het album werd uitgegeven door Palace of Worms Records. Eerdere albums van de band verschenen op platenlabels, die in dat jaar (al lang) waren opgeheven. Het was het enige album van Runes Order dat op PoWR verscheen.

## Musici
- Claudio Dondo – synthesizers, percussie, stem
- Paola Magarelli – stem
- Daniele Magarelli – toetsinstrumenten, stem sampling, percussie

met:
- Ersilia di Addamio – stem op 5, 9 en 11
- Diego Merletto (uit The Frozen Autumn)– stem op 2
- Alessandro - Mazzitelli elektronica

## Muziek
Alle van Dondo, behalve waar aangegeven:

| Nr. | Titel                                      | Duur  |
| --- | ------------------------------------------ | ----- |
| 1.  | Forever                                    | 3:24  |
| 2.  | Solitude (Dondo, Carlo ponte)              | 7:46  |
| 3.  | Through the years                          | 5:17  |
| 4.  | Angel                                      | 4:40  |
| 5.  | The razorblade - winter                    | 11:19 |
| 6.  | Blackage                                   | 2:42  |
| 7.  | Memories                                   | 5:12  |
| 8.  | Waiting forever (memories remain)          | 5:25  |
| 9.  | The last delight                           | 3:24  |
| 10. | …of shame                                  | 4:48  |
| 11. | Sickness of beauty (Dondo, Andrea Chenone) | 6:08  |
| 12. | Passover                                   | 1:43  |
| 13. | The intruder V3 (Dondo, Leon DeGrelle)     | 3:19  |
| 14. | Endless (Dondo, Walter Schenone)           | 5:28  |

Het begin van "The razorblade - winter" komt qua stijl het dichtst bij een rocksong, die als single uitgebracht had kunnen worden; het klinkt als new wave/darkwave.